# 裾野バイパス

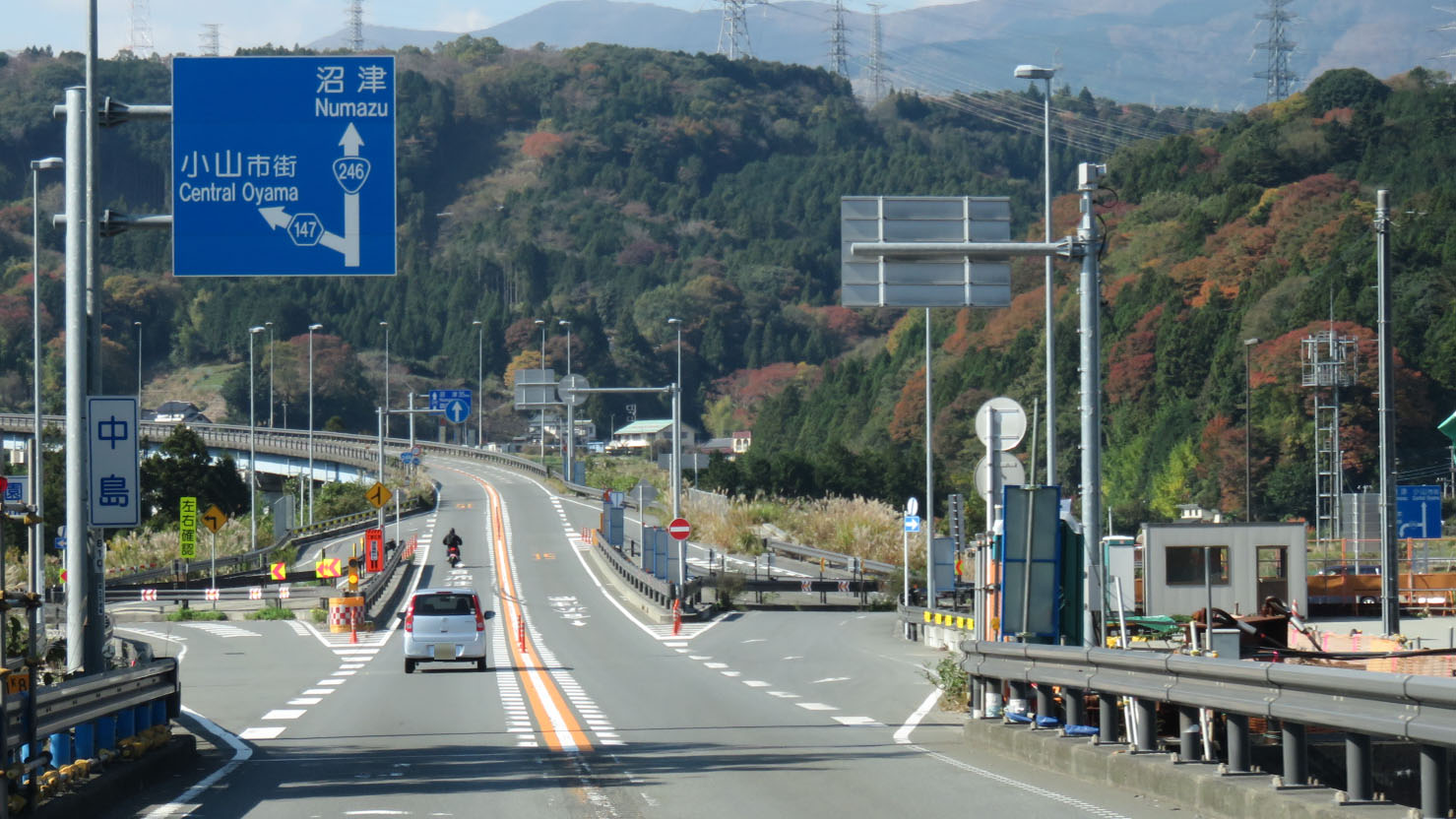
裾野バイパス
静岡県駿東郡小山町中島付近

裾野バイパス（すそのバイパス）は、静岡県駿東郡小山町から同県沼津市を結ぶ国道246号のバイパス道路である。1994年に暫定2車線で全線開通した。

## 概要

### 路線データ
- 路線名 : 国道246号
- 起点 静岡県駿東郡小山町小山
- 終点 静岡県沼津市大岡
- 全長 35.3km
- 規格[1]
  - 小山町小山 - 御殿場市古沢　約9.2km 第3種第2級
  - 御殿場市古沢 - 沼津市岡一色 約24.9km 第3種第1級
  - 沼津市岡一色 - 沼津市大岡 約1.2km 第4種第1級
- 車線数 完成4車線（小山町内の一部区間は暫定2車線）
- 設計速度[1]
  - 小山町小山 - 御殿場市古沢：60 km/h
  - 御殿場古沢 - 沼津市岡一色：80 km/h
  - 沼津市岡一色 - 沼津市大岡：60 km/h
- 最急勾配 : 6%
- 最小半径 : 110m

## 沿革
- 1966年度：事業化・用地買収に着手・着工
- 1994年3月24日：全線開通

## 主な交差点
- 上側が起点側、下側が終点側。左側が上り側、右側が下り側。
- 交差する道路は、県道以上の道路および立体交差をするもしくは立体交差をする計画の道路。特記がないものは市町道。

| 交差する道路など                                | 交差する道路など                                  | 交差する場所  | 交差する場所    | 交差する場所                                                                                        | 備考 |
| ----------------------------------------------- | ------------------------------------------------- | ------------- | --------------- | --------------------------------------------------------------------------------------------------- | --- |
| 国道246号 松田・厚木方面                        |                                                   |               |                 | | |
| 鮎沢川                                          | 鮎沢川                                            | 駿東郡 小山町 | 鮎沢橋          | 鮎沢橋                                                                                              | 起点。これより東は神奈川県足柄上郡山北町 |
|                                                 | 静岡県道394号沼津小山線                           | 駿東郡 小山町 |                 | 生土                                                                                                | |
| 静岡県道147号山中湖小山線                       | 静岡県道147号山中湖小山線                         | 駿東郡 小山町 | 中島IC          | | 県道は山梨県道730号・神奈川県道730号としても指定                                                                                                |
| 県道147号方面                                   | 藤曲方面                                          | 駿東郡 小山町 | 湯舟トンネル    | | 沼津方面からの流出接続はなし |
| 富士スピードウェイ方面 富士小山工業団地方面     | 小山町総合運動公園方面                            | 駿東郡 小山町 |                 | | |
| 静岡県道151号須走小山線                         | 静岡県道151号須走小山線                           | 駿東郡 小山町 |                 | 菅沼                                                                                                | |
| 静岡県道150号足柄停車場富士公園線               | 静岡県道150号足柄停車場富士公園線                 | 御殿場市      | 古沢            | | |
| 国道138号                                       | 国道138号                                         | 御殿場市      | 萩原高架橋      | 萩原北                                                                                              | |
| 静岡県道401号御殿場箱根線                       | 静岡県道401号御殿場箱根線                         | 御殿場市      |                 | ぐみ沢                                                                                              | 県道は神奈川県道736号としても指定 |
| 静岡県道23号御殿場富士公園線                    | 静岡県道153号御殿場停車場線                       | 御殿場市      | ぐみ沢丸田      | | |
| 静岡県道155号滝ケ原富士岡線                     | 静岡県道155号滝ケ原富士岡線                       | 御殿場市      | 神場東          | | |
|                                                 | 静岡県道155号滝ケ原富士岡線                       | 御殿場市      |                 | 久保前まで県道155号が重複                                                                           | |
|                                                 | 静岡県道155号滝ケ原富士岡線                       | 御殿場市      | 久保前          | ここまで県道155号が重複                                                                             | |
| 静岡県道82号裾野インター線                      |                                                   | 裾野市        | 裾野IC入口      | | |
|                                                 | 静岡県道337号仙石原新田線 静岡県道394号沼津小山線 | 裾野市        | 深良新田        | 深良上原まで県道394号が重複 県道337号は神奈川県道738号としても指定 県道⇔国道246号小山方面は通行不可 | |
|                                                 | 静岡県道394号沼津小山線                           | 裾野市        | 深良上原        | ここまで県道394号が重複 県道⇔国道246号沼津方面は通行不可                                            | |
| 静岡県道24号富士裾野線                          | 静岡県道24号富士裾野線                            | 裾野市        | 千福高架橋      | 千福                                                                                                | |
| 富沢方面                                        | 裾野駅方面                                        | 裾野市        | 富沢高架橋      | 富沢                                                                                                | |
| E70 伊豆縦貫自動車道 <国道1号 東駿河湾環状道路> | E70 伊豆縦貫自動車道 <国道1号 東駿河湾環状道路>   | 駿東郡 長泉町 |                 | 長泉IC                                                                                              | |
|                                                 | 静岡県道87号大岡元長窪線                          | 駿東郡 長泉町 | 八反田          | 陣場まで県道87号が重複                                                                              | |
| 静岡県道87号大岡元長窪線                        |                                                   | 駿東郡 長泉町 | 陣場            | ここまで県道87号が重複                                                                              | |
| 静岡県道83号沼津インター線 岡宮方面             |                                                   | 沼津市        |                 | 沼津IC南                                                                                            | 国道246号―岡宮方面が一直線上に立体交差で結ばれている 本線は小山方面→沼津方面は交差点で左折、逆は右折する形となる ここから終点まで県道83号が重複 |
| 静岡県道22号三島富士線                          | 静岡県道22号三島富士線                            | 沼津市        |                 | 岡一色                                                                                              | |
| 国道1号 （沼津バイパス）                        | 国道1号 （沼津バイパス）                          | 沼津市        | 上石田北 上石田 | 沼津バイパス上石田インターチェンジ。国道1号側が立体交差 国道246号終点                               | |
| 国道414号 沼津市街・伊豆長岡方面                |                                                   |               |                 | | |

## 延長計画
- 現在の裾野バイパス（国道246号）としての終点は沼津IC南交差点から90度ほど角度を変えて国道1号（沼津バイパス）及び国道414号と接続する上石田ICに向かうが、国道246号・沼津IC南交差点を立体交差にて直進、東海道新幹線の下をくぐり、同市東熊堂まで延びる道路を沼津南一色線として計画。しかし、高尾山古墳上を通るルートのため、古墳の存続を巡り建設反対の議論が持ち上がり、最終的に下り車線は橋梁化、上り車線はトンネルを掘り地下化し、古墳を避ける形で計画。現在、工事が行われている（詳しくは高尾山古墳#道路建設と古墳保存を参照）。2026年度以降に暫定２車線で供用開始予定[2]

- この道路が完成すると、国道1号との西（静岡方面）からの結節点は江原公園交差点となる（国道1号静岡方面からは直進ではなく、江原公園交差点を左折することで、同道路に流入する格好となる）。

## 補足
- このバイパスは勾配が大きく、御殿場付近の標高が高いため、バイパスを全線通行すると気温の変化を感じ取りやすい。最も標高が高い地点は、国道138号との交差点付近で、標高約475m。
- 線形が良いためか、国道1号の浜松バイパスや浜名バイパス、岡部バイパス、富士由比バイパスの由比地区と同様に、100km/h近く、又はそれを大きく超える速度で走る者も目立つ。オービスは設置されていない分、毎日の様に御殿場警察署や沼津警察署の警察官がパトカーや白バイで交通取締をしている。